# Rectenna
Una rectenna è una speciale antenna utilizzata per convertire direttamente le microonde in corrente continua. Il nome è la contrazione di rectifying antenna (antenna rettificante) e questa tipologia di antenne usualmente viene usata in configurazione a griglia, quindi con un'apparenza esteriore molto diversa dalle classiche antenne.
Una semplice rectenna è costituita da un diodo Schottky collegato tra i dipoli di un'antenna. Il diodo rettifica la corrente indotta sull'antenna dalle microonde, ad esempio tramite effetto pelle. Sono utilizzati diodi Schottky dato che, tra i diodi in commercio, sono queli che hanno la minor tensione di soglia e che, di conseguenze, disperdono meno potenza.
Le rectenne sono molto efficienti nel convertire le microonde in corrente. In laboratorio si riesce a raggiungere il 90% di efficienza di conversione. Sono state svolte delle sperimentazioni con una rectenna inversa per convertire corrente continua in microonde ma l'efficienza del sistema è stata molto bassa, dell'ordine dell'1%.
Dato il basso costo e l'elevata efficienza la rectenna è utilizzata in quasi tutti i progetti di trasmissione di potenza tramite microonde e viene utilizzata anche nei progetti delle ipotetiche centrali solari orbitali.

## Rectenna ottica
Si è teorizzato che un dispositivo simile, ma con elementi molto più piccoli come quelli costruibili con le nanotecnologie potesse essere utilizzato per convertire la luce in energia elettrica con un elevato grado di efficienza, un'efficienza superiore a quella ottenibile dalle celle fotovoltaiche. Questo dispositivo, chiamato rectenna ottica, basa la sua efficienza sull'utilizzo di componenti molto piccoli. Negli Stati Uniti, i National Renewable Energy Laboratory hanno effettuato degli esperimenti su queste rectenne ottenendo un'efficienza di circa 1% con luce infrarossa.
In seguito, nei laboratori dell'lUniversità del Connecticut è stato sviluppato un prototipo di rectenna ottica basata su una diversa tecnologia,  dimostratasi capace di convertire la radiazione solare con un'efficienza del 70%. Questo dispositivo converte la radiazione elettromagnetica non con l'uso dei diodi, ma sfruttando l'effetto tunnel.